# Tomas Eriksson
Tomas Eriksson est un meneur suédois spécialisé en attelage à quatre chevaux. Il est multiple champion du monde en individuel et par équipe dans la discipline en 1990 et en 2000. Il remporte également le FEI Top Driver Award trois années de suite soit en 1998, 1999 et 2000. En 2013, il est vice-champion d'Europe en individuel à Izsák en Hongrie.